# Prunus lycioides
Espèce
Classification phylogénétique
Prunus lycioides est une espèce de plante à fleurs de La famille des Rosaceae présente dans les Monts Zagros, en Iran, en Irak, en Turquie ainsi qu'au nord de la Syrie.

## Description
Il s'agit d'un amandier sauvage prenant la forme d'un arbuste très dense et épineux mesurant 0,6 à 1,2 m de hauteur. Son écorce est grise et les pétales de ses fleurs sont roses à roses foncées avec une hypypathe et un sépale de couleur rouge foncé à violet. Prunus lycioides est morphologiquement similaire à Prunus erioclada, Prunus spinosissima, Prunus eburnea et Prunus brahuica mais se différencie de ces derniers par ses longues feuilles étroites de forme linéaire, linéaire-lancéolée ou linéaire-oblancéolée, et par certains détails de son endocarpe. C'est une espèce très rustique qui s'adapte à des conditions de froid ainsi que de sécheresse extrême et se retrouve de 450 à 3 000 m d'altitude.

## Taxonomie
L'espèce est décrite en premier par le Français Édouard Spach en 1843, qui la classe dans le genre Amygdalus sous le nom binominal et basionyme Amygdalus lycioides. Elle est déplacée dans le genre Prunus par l'Allemand Camillo Karl Schneider en 1906 sous le nom correct Prunus lycioides,,.
Prunus lycioides a pour synonymes :
- Amygdalopsis horrida (Spach) M.Roem.[4]
- Amygdalopsis lycioides (Spach) M.Roem.[4],[5]
- Amygdalus horrida Spach[4],[5]
- Amygdalus lycioides Spach, 1843[4],[5]
- Amygdalus lycioides subsp. horrida (Spach) Browicz[4]
- Amygdalus reuteri Boiss. & Buhse[4],[5]